# Tamás Hajnal
Tamás Hajnal (n. Esztergom, Hungría, el 15 de marzo de 1981) es un futbolista húngaro. Juega de volante y su equipo actual es el Ferencváros Budapest de Hungría.

## Selección nacional
Hajnal es un miembro regular de la selección de Hungría, con la cual ha jugado más de 54 partidos.

## Clubes
| Club              | País     | Año       |
| ----------------- | -------- | --------- |
| Ferencvárosi TC   | Hungría  | 1997      |
| Dunakanyar-Vác FC | Hungría  | 1997      |
| Schalke 04        | Alemania | 1998-2004 |
| Sint-Truidense    | Bélgica  | 2004-2006 |
| FC Kaiserlautern  | Alemania | 2006-2007 |
| Karlsruher SC     | Alemania | 2007-2008 |
| Borussia Dortmund | Alemania | 2008-2011 |
| VfB Stuttgart     | Alemania | 2011-2013 |
| FC Ingolstadt 04  | Alemania | 2013-     |